# Seek Bromance
«Seek Bromance» es una canción realizada por el productor y DJ sueco Avicii. En esta ocasión fue lanzado bajo el alias Tim Berg, la cual es un acortamiento y una estilización de su verdadero nombre, Tim Bergling. Fue puesta a la venta el 17 de octubre de 2010 en Holanda, y el 24 de octubre en el Reino Unido, donde se colocó en las listas en el puesto 13. Esta canción es una versión con vocales de la canción instrumental "Bromance", lanzada en abril de 2010. La letra proviene de la canción "Love U Seek" originalmente lanzada por el DJ italiano Samuele Sartini, con la voz de Amanda Wilson.

## Lista de canciones
- Descargas en Alemania[4]

1. "Seek Bromance" (Avicii's Vocal Edit) – 3:20
2. "Seek Bromance" (Avicii's Vocal Extended) – 8:08
3. "Seek Bromance" (Samuele Sartini Radio Edit) – 3:13
4. "Seek Bromance" (Samuele Sartini Extended Mix) – 5:26

- CD single inglés[5]

1. "Seek Bromance" (Avicii's Vocal Edit) – 3:22
2. "Seek Bromance" (Avicii's Arena Mix) – 8:18

- Descargas en el Reino Unido[6]

1. "Seek Bromance" (Avicii's Vocal Edit) – 3:23
2. "Seek Bromance" (Avicii's Vocal Extended) – 8:10
3. "Bromance" (Bimbo Jones Remix) – 8:00
4. "Bromance" (Chris Reece Pinkstar Remix) – 7:04
5. "Bromance" (Avicii's Arena Mix) – 8:17
6. "Bromance" (Avicii's Arena Radio Edit) – 3:54
7. "Seek Bromance" (Porter Robinson Remix) - 7:36

- Descargas en Suiza[7]

1. "Seek Bromance" (Avicii's Vocal Extended) – 8:08
2. "Seek Bromance" (Kato Remix) – 7:40
3. "Seek Bromance" (Cazzette meets Ash Vocal Mix) – 7:22
4. "Seek Bromance" (Bimbo Jones Remix) – 8:21
5. "Seek Bromance" (Samuele Sartini Extended Mix) – 5:26

## Personal
Créditos adaptados a partir de las notas del sencillo.
- Creador – Tim Bergling, Arash Pournouri, Maurizio Colella, Samuele Sartini, Maurizio Alfieri, Davide Domenella, Wendy Lewis, Andrea Tonici, Amanda Wilson, Massimiliano Moroldo
- Productor – Tim Bergling
- Mezcla de sonido – Tim Bergling, Arash Pournouri
- Productor Ejecutivo – Arash Pournouri
- Vocales y productor de música – Wez Clarke
- Grabación y reproducción – Tom Kent

## Posicionamiento en listas y certificaciones
| Lista (2010–11)                       | Mejor posición |
| ------------------------------------- | -------------- |
| Alemania (Media Control AG)           | 61             |
| Australia (ARIA)                      | 32             |
| Australia (ARIA Dance Chart)          | 7              |
| Austria (Ö3 Austria Top 40)           | 53             |
| Bélgica (Flandes) (Ultratop 50)       | 1              |
| Bélgica (Valonia) (Ultratop 50)       | 4              |
| Dinamarca (Tracklisten)               | 5              |
| Escocia (The Official Charts Company) | 13             |
| Eslovaquia (Radio Top 100 Chart)      | 9              |
| Estonia (Eesti Top 40)                | 8              |
| European Hot 100                      | 65             |
| Francia (SNEP)                        | 12             |
| Hungría (Dance Top 40)                | 4              |
| Hungría (Rádiós Top 40)               | 8              |
| Irlanda (IRMA)                        | 49             |
| Noruega (VG-lista)                    | 4              |
| Países Bajos (Dutch Top 40)           | 2              |
| Polonia (Polish Airplay Top 5)        | 2              |
| Reino Unido (UK Singles Chart)        | 13             |
| Reino Unido (UK Dance Chart)          | 3              |
| Reino Unido (UK Indie Chart)          | 1              |
| República Checa (Radio Top 100 Chart) | 13             |
| Rumania (UPFR)                        | 32             |
| Suecia (Sverigetopplistan)            | 20             |
| Suiza (Schweizer Hitparade)           | 13             |

| País      | Organismo certificador | Certificación    | Ventas | Ref.   |
| --------- | ---------------------- | ---------------- | ------ | ------ |
| Australia | ARIA                   | Disco de Oro     | 35 000 | [ 31 ] |
| Bélgica   | BEA                    | Disco de Oro     | 15 000 | [ 32 ] |
| Dinamarca | IFPI Dinamarca         | Disco de Oro     | 15 000 | [ 33 ] |
| Suecia    | GLF                    | Disco de Platino | 40 000 | [ 34 ] |

### Sucesión en listas
| Anterior: «No Sound But the Wind (Live At Rock Werchter 2010)» de Editors | Ultratop 50 flamenca — Sencillo Nro 1 18 de septiembre de 2010 — 25 de septiembre de 2010 | Siguiente: «Love the Way You Lie» de Eminem con Rihanna |

## Historial de lanzamientos
| País            | Lanzamiento             | Formato                                          | Discográfica      |
| --------------- | ----------------------- | ------------------------------------------------ | ----------------- |
| Edición mundial | 14 de abril de 2010     | Descarga digital (Bromance - Avicii's Arena Mix) | PinkStar Records  |
| Países Bajos    | 17 de octubre de 2010   | Descarga digital                                 | Zouk Recordings   |
| Reino Unido     | 24 de octubre de 2010   | Sencillo en CD, descarga digital                 | Ministry of Sound |
| Dinamarca       | 3 de noviembre de 2010  | Descarga digital                                 | U&!               |
| Alemania        | 12 de noviembre de 2010 | Sencillo en CD, descarga digital                 | Kontor Records    |